# 兼政郁人
兼政 郁人（かねまさ いくと、2月19日 - ）は、日本の男性声優。東京都出身。アーツビジョン所属。旧芸名は大兼 郁人。

## 略歴
日本ナレーション演技研究所卒業。

## 人物
趣味・特技は野球と飯盒炊爨。

## 出演

### テレビアニメ
2013年
- 世界でいちばん強くなりたい!（観客）

2014年
- オオカミ少女と黒王子（男子メイド）
- グリザイアの果実（使用人）
- 人生相談テレビアニメーション「人生」（男子）
- ソードアート・オンライン シリーズ（2014年 - 2019年、プレイヤー、斥候、メイジ、エージェント） - 2シリーズ
- 魔法戦争（スリーマンセル双子魔法使い）
- 名探偵コナン（2014年 - 2024年、所員、男子生徒A、田中、勝井優、古賀潮〈うらなり〉 他）

2015年
- 青春×機関銃（不良、リアル系ゲーマー）
- ガッチャマン クラウズ インサイト（SP）
- NARUTO -ナルト- 疾風伝（ミノジ）
- 干物妹!うまるちゃん（2015年 - 2017年、男、店員、レポーター、アナウンス、教師 他） - 2シリーズ

2016年
- ガーリッシュナンバー（りゅーりゅー制作P、担当編集・月島、駅アナウンス）
- クレヨンしんちゃん（2016年 - 2021年、男性、ゴロツキB、CMイケメン、出前A、ダンサーA）
- 坂本ですが?（店員）
- ドリフターズ（島津兵、エルフ、オルテ兵）
- パズドラクロス（2016年 - 2017年、メドウズ、隊員、烈火のエンテツ、ガジュロ、ドミニオン龍喚士）
- はんだくん（ライ）
- 一人之下 the outcast（タイガー）

2017年
- 幼女戦記（少尉）
- クロックワーク・プラネット（男）
- バトルガール ハイスクール（観客達）
- プリンセス・プリンシパル（警察）
- 魔法陣グルグル（魔王歌唱）
- Code:Realize 〜創世の姫君〜（王室近衛兵C、黄昏兵A、警官B、隊長、ギャングB 他）
- このはな綺譚（トメさん、仏頂面の客、客人、カイトの父、火遠理命 他）
- 血界戦線 & BEYOND（ゲーネンの副官）
- 妹さえいればいい。（お姉さんB）

2018年
- デスマーチからはじまる異世界狂想曲（同僚）
- 三ツ星カラーズ（男性）
- りゅうおうのおしごと!（観客C）
- 鬼灯の冷徹（店員、新人）
- ちおちゃんの通学路（モブ〈男〉、お兄さん、不良、強盗チャーリー）
- バキ（門下生）
- ポチっと発明 ピカちんキット（2018年 - 2019年、鉄道王、教頭）
- 夢王国と眠れる100人の王子様（町の人）
- ユリシーズ ジャンヌ・ダルクと錬金の騎士（部下、イングランド兵A、衛兵A、酒場の主人 他）
- SSSS.GRIDMAN（問川の父） - 2023年に劇場総集編公開

2019年
- revisions リヴィジョンズ（大学生、牟田一派3）
- ブギーポップは笑わない（ピエロ）
- ぼくたちは勉強ができない（客B）
- ONE PIECE（2019年 - 2020年、部下、観客、男、ビシャ門、ウェイターズ 他）
- パズドラ（2019年 - 2020年、日向坂小三郎）
- 俺を好きなのはお前だけかよ（山田一葵、男子生徒、担任、老林、金本 他）
- ハイスコアガールII（客F）
- BEASTARS（2019年 - 2021年、アオバ、ヤマネコ、アガタ） - 2シリーズ

2020年
- ID:INVADED イド:インヴェイデッド（隊員C）
- ランウェイで笑って（高橋、海外の知人、医師）
- 理系が恋に落ちたので証明してみた。（不良A）
- ドラえもん（テレビ朝日版第2期）（2020年 - 2022年、デカだるま、サラリーマン、観客②、強盗）
- はてな☆イリュージョン（警備員B）
- アサティール 未来の昔ばなし（町人、兵士）
- かくしごと（編集B）
- デカダンス（タンカーA）
- 天晴爛漫!（ダイナー客、前夜祭会場受付、レーサー、バッド兄弟部下、GMエンジニア 他）
- Lapis Re:LiGHTs（駄菓子屋の店主）
- 呪術廻戦（生徒）
- アクダマドライブ（ドライバー、男）
- おちこぼれフルーツタルト（イベントスタッフ、ディレクター）
- ツキウタ。 THE ANIMATION2（カメラマン、参加者B・E、黒服）
- 魔女の旅々（こっちの村の村人たち）
- 魔法科高校の劣等生 来訪者編（パラサイト）

2021年
- 聖女の魔力は万能です（騎士団員、研究員、商人）
- Fairy蘭丸〜あなたの心お助けします〜（教師、火焔族の部下、店長）
- スライム倒して300年、知らないうちにレベルMAXになってました（村人A）
- バクテン!!（栗駒父）
- アイドリッシュセブン Third BEAT!（運転手）
- takt op.Destiny（情報官）
- 最果てのパラディン（2021年 - 2022年、男、村人、騎士、冒険者）
- マブラヴ オルタネイティヴ（士官A）

2022年
- CUE!（福岡雄介、ブルームボールの審判）
- 錆喰いビスコ（ウサギ面）
- 天才王子の赤字国家再生術（男1）
- フットサルボーイズ!!!!!（真島、記者1）
- 骸骨騎士様、只今異世界へお出掛け中（盗賊、兵士）
- デリシャスパーティ♡プリキュア（生徒、藤野タカオ、カメラマン）
- アオアシ（泉守）
- 転生賢者の異世界ライフ 〜第二の職業を得て、世界最強になりました〜（盗賊）
- 農民関連のスキルばっか上げてたら何故か強くなった。（ルリの村人①）
- 弱虫ペダル LIMIT BREAK（2022年 - 2023年、観客）

2023年
- スパイ教室
- 転生貴族の異世界冒険録〜自重を知らない神々の使徒〜（サーノス、王都騎士A、貴族たち、騎士A）
- 魔法少女マジカルデストロイヤーズ（自衛隊オタ）
- 君は放課後インソムニア（羽咋健）
- 聖者無双〜サラリーマン、異世界で生き残るために歩む道〜（セキロス、冒険者）
- AIの遺電子（男子生徒A）
- るろうに剣心 -明治剣客浪漫譚- (2023)（2023年 - 2025年、知、志々雄の部下） - 2シリーズ
- 魔法使いの嫁 SEASON2（生徒）
- Dr.STONE NEW WORLD（戦士）
- 川越ボーイズ・シング（出前）
- 婚約破棄された令嬢を拾った俺が、イケナイことを教え込む（犬人）

2024年
- 俺だけレベルアップな件（2024年 - 2025年、周防篤司、野次馬の男、ハンター、職員、門下生 他） - 2シリーズ
- 月刊モー想科学（黒服、警備員）
- ぽんのみち（雀士）
- なぜ僕の世界を誰も覚えていないのか?（囁き声）
- ネガポジアングラー（パチンコ屋の店員）
- おじゃる丸（客）
- 科学×冒険サバイバル!（2024年 - 2025年、ガイド、医師、住民、職員、ガソリンスタンドの客）
- 魔王2099（男子生徒B）

2025年
- 天久鷹央の推理カルテ
- Sランクモンスターの《ベヒーモス》だけど、猫と間違われてエルフ娘の騎士として暮らしてます（トロール）
- 青のミブロ（町人）
- Aランクパーティを離脱した俺は、元教え子たちと迷宮深部を目指す。（学者）
- 華Doll*-Reinterpretation of Flowering-（ディレクター、番組MC）
- ニンジャラ（シャドーニンジャ）
- おしりたんてい（ツカエル）
- 小市民シリーズ（宮室）
- SAKAMOTO DAYS（運転手、タクシー運転手）
- フェルマーの料理（鳥越円）
- 公女殿下の家庭教師（支配人）

### 劇場アニメ
- 映画 キラキラ☆プリキュアアラモード パリッと!想い出のミルフィーユ!（2017年、パティシエ）
- 映画 妖怪学園Y 猫はHEROになれるか（2019年）
- デジモンアドベンチャー LAST EVOLUTION 絆（2020年、森川）
- シドニアの騎士 あいつむぐほし（2021年、浜形班）
- 竜とそばかすの姫（2021年）
- 神在月のこども（2021年、山神[6]）
- ONE PIECE FILM RED（2022年）
- 劇場版 Collar×Malice -deep cover-（2023年） - 前後編[一覧 6]
- 化け猫あんずちゃん（2024年）

### OVA
- 干物妹!うまるちゃん（2017年、生徒）※原作単行本第10巻付属OAD

### Webアニメ
- 攻殻機動隊 SAC 2045（2020年、背広の男）
- 日本沈没2020（2020年、アナウンス）
- ぶらどらぶ（2021年、管制官）
- スプリガン（2022年、研究員C）

### ゲーム
2014年
- 真・三國無双7 Empires（エディット男・楽天家3、エディット男・豪快3）

2015年
- 激突!ブレイク学園（老松咲一、剪定の翁･老松 咲一、指導の鬼･矢多良 至極）
- 三国魂（馬超、龐統、曹真）
- ロイヤルフラッシュヒーローズ（サイモン・ノックス 、"闇医者"サイモン・ノックス、"吟遊詩人"テミス）

2018年
- オクトパストラベラー

2019年
- ラングリッサーI&II（テイラー、ゾルム）

2020年
- 龍が如く7 光と闇の行方

2022年
- デジモンサヴァイブ（スーツェーモン）

2023年
- 超探偵事件簿 レインコード（ジェリン）
- 信長の野望 出陣（大友宗麟、仙石秀久）

2025年
- 天月麻雀（啓明星）

### BLCD
2013年
- 新釈 鏡花あやかし秘帖（坂本賢司）

2014年
- 年下彼氏の恋愛管理癖2（折沢到）

2015年
- アイドル★ハラスメント4〜ドキッ☆ペット志願のぶっかけ限界調教!?〜（龍巳晶）
- アイドル★ハラスメント5〜ドキッ☆失敗アイドルの実録剃毛スキャンダル!?〜（龍巳晶）
- 年下彼氏の恋愛管理癖3
- やたもも（雀士）

2016年
- 愛の罠にはまれ!（鎌谷仲間）
- ジェラテリアスーパーノヴァ（石川）

### 吹き替え

#### 映画
- ソー:ラブ&サンダー（ダリル〈デイリー・ピアソン〉[10]）

#### ドラマ
- GIRLS/ガールズ
- KILLJOYS/銀河の賞金ハンター
- サム&キャット2
- ザ・ミドル 中流家族のフツーの幸せ
- ジェシー!
- デアデビル
- ブロードチャーチ〜殺意の町〜（オリー 他）
- マルコ・ポーロ
- みんなでビックリ大発見!
- Major Crimes 〜重大犯罪課3
- リターンド/RETURNED（ピエール・ペリエ）

#### アニメ
- ちいさなプリンセス ソフィア
- 龍族 -The Blazing Dawn-（2024年、乗組員）

### デジタルコミック
- 愛さないといわれましても～元魔王の伯爵令嬢は生真面目軍人に餌付けをされて幸せになる～（2024年、貴族[11]）

### オーディオブック
- 教場（2020年、鳥羽暢照）
- このまま今の会社にいていいのか?と一度でも思ったら読む 転職の思考法（2020年、朗読）
- ひと（2020年、船津基志）
- STARTUP 優れた起業家は何を考え、どう行動したか（2020年、朗読）
- 初心者から経験者まですべての段階で差がつく！不動産投資　最強の教科書（2020年、朗読）
- デジタルマーケティングの定石 なぜマーケターは「成果の出ない施策」を繰り返すのか?（2021年、朗読）

### シリーズ一覧
1. ↑  第2期『II』（2014年）、第3期後半『アリシゼーション War of Underworld』第1クール（2019年）
2. ↑  第1期（2015年）、第2期『R』（2017年）
3. ↑  第1期（2019年）、第2期（2021年）
4. ↑  第1期『序幕東京』（2023年）、第2期『京都動乱』（2025年）
5. ↑  Season 1（2024年）、Season 2 -Arise from the Shadow-（2025年）
6. ↑  『前編』（2023年）、『後編』（2023年）

### 初出話一覧
1. 1 2  第43話初出
2. 1 2 3  第8話初出
3. ↑  第13話初出
4. 1 2 3 4  第1話初出
5. 1 2  第3話初出
6. ↑  第4話初出
7. 1 2 3 4  第7話初出
8. 1 2  第9話初出
9. ↑  第10話初出
10. 1 2 3  第12話初出
11. ↑  第2073話初出
12. 1 2 3  第18話初出
13. ↑  第19話初出
14. 1 2  第11話初出
15. ↑  第24話初出
16. ↑  第164話初出
17. ↑  第15話初出
18. ↑  第16話初出
19. ↑  第6話初出